# اسبربانک سیتی
اسبربانک سیتی (انگلیسی: Sberbank City) مجموعه ۲ ساختمان اداری ۴۷ طبقه و ۴۱ طبقه، متعلق به اسبربانک و مستقر در شهر مسکو است، که در سال ۲۰۰۶ احداث گردید.